# 非洲毛皮海狮
非洲毛皮海狮（学名：Arctocephalus pusillus），又名南非海狗、南非毛皮海狮、澳大利亚毛皮海狮、非洲毛皮海豹，是海狮科毛皮海狮属的一种动物。主要分布于纳米比亚及南非西海岸和澳大利亚塔斯马尼亚岛和维多利亚州之间的巴斯海峡。

## 描述
非洲毛皮海狮头部宽大，并有突出的鼻子。雄性的皮毛颜色为褐色至暗灰色，并有深色的鬃毛和较浅的腹部。成年雄性海狮可长至2.2米，重量可达200-360公斤。雌性的皮毛颜色为灰色至浅褐色，腹部较深，喉部颜色较浅。成年雌性海狮可长至1.7米，重量平均为120公斤。幼崽出生时是黑色的，蜕皮后颜色变为灰色，喉部灰白。它们可潜水至600米。

## 分布和习性

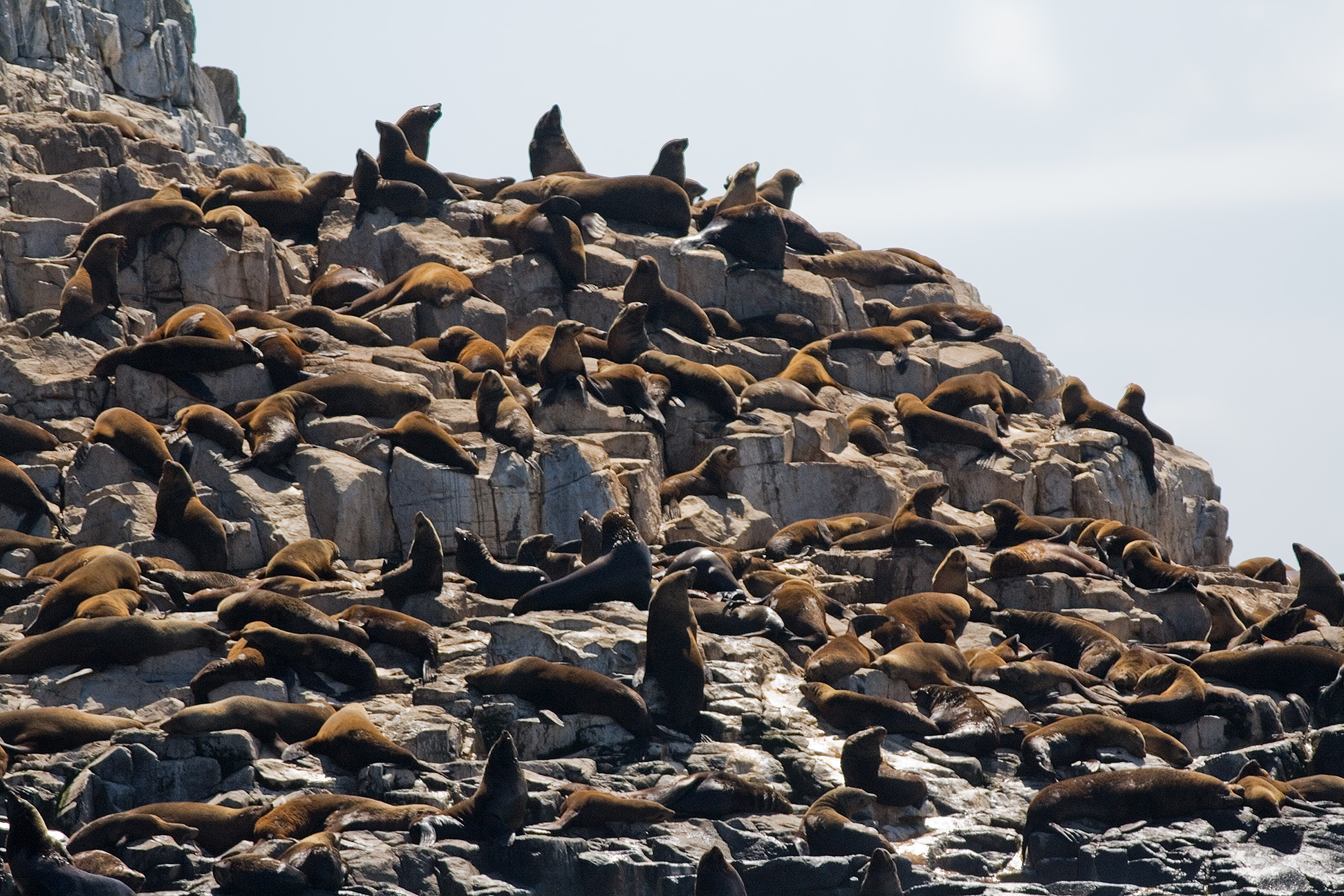
澳大利亚弗赖尔岛非洲毛皮海狮领地

非洲毛皮海狮生活在纳米比亚沿海及南非西海岸好望角和开普省之间。在澳大利亚，其亚种生活在塔斯马尼亚岛和维多利亚州之间的巴斯海峡的9个岛屿上。
这两个亚种在岩石岛屿、暗礁、卵石或圆石海滩繁殖。南非毛皮海狮在南非沙滩上有很大一片繁殖点，非繁殖群体通常生活在纳米比亚的夫里亚沙滩。

## 觅食
非洲毛皮海狮以硬骨鱼类、头足纲生物，甲壳类生物和甚至鸟类为食。澳大利亚的亚种在大陆架底部觅食，南非亚种则在开阔海域觅食。

## 行为和繁殖
尽管非洲毛皮海狮通常单独行动，在海带生长区域可以看到大群的海狮。
非洲毛皮海狮的繁殖期在10月中旬。雌性可以根据雄性领域的价值来任意选择雄性。雄性和雌性都会为了领地而与同性争斗。雌性的领地较小，雄性的领地可能覆盖好几只雌性的领地。一只雄性可能拥有50只雌性。

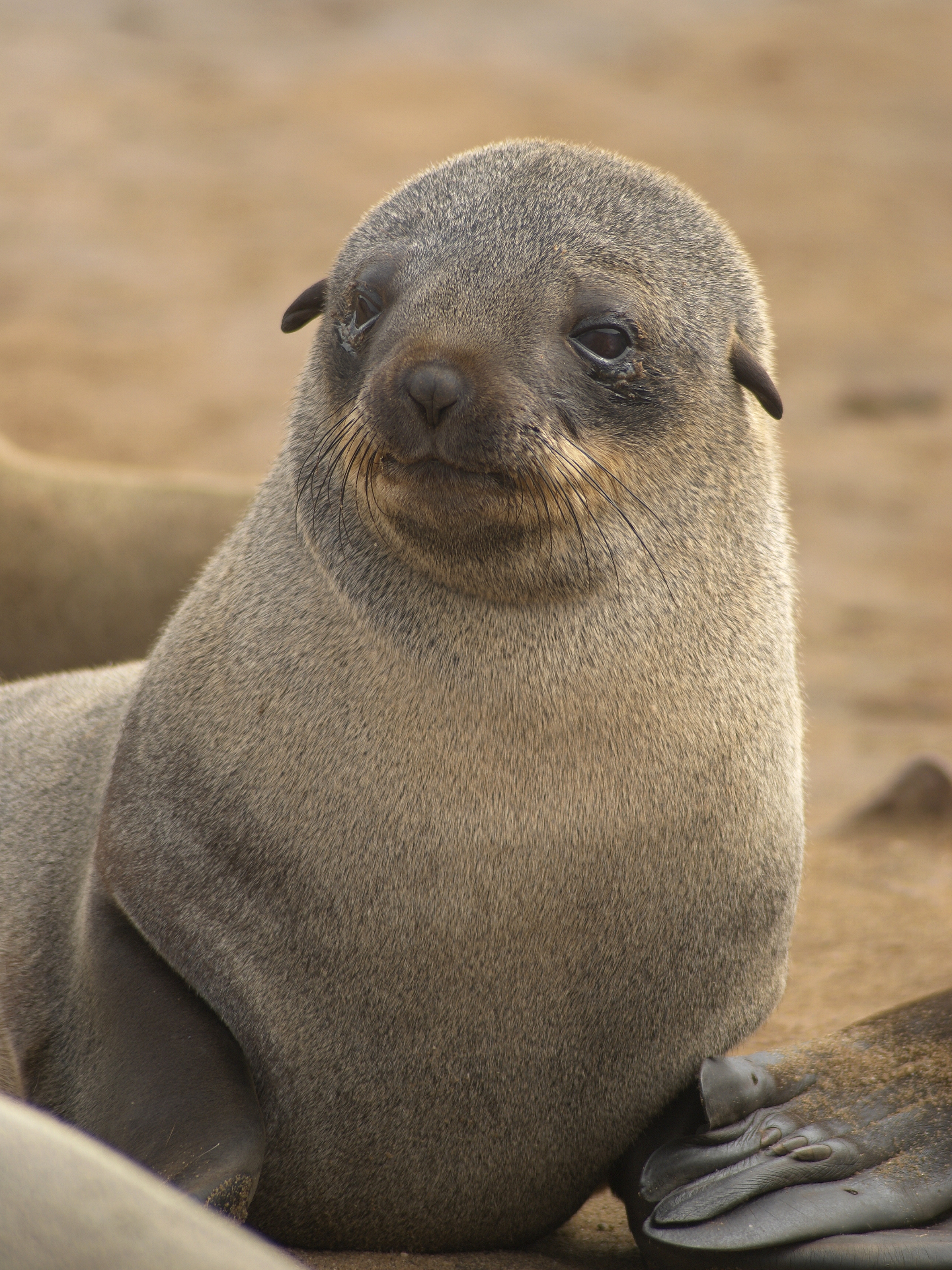
非洲毛皮海狮，拍摄于纳米比亚克罗斯角。

幼崽通常在11月底或者12月初出生。在它们出生后，雌性开始哺育幼崽，它们花费数月在海里寻觅食物，幼崽4个月后断奶。幼崽很早就开始游泳，随着在水里的时间增加，它们的能力开始增强。7个月的海狮可以一次游1-3天。

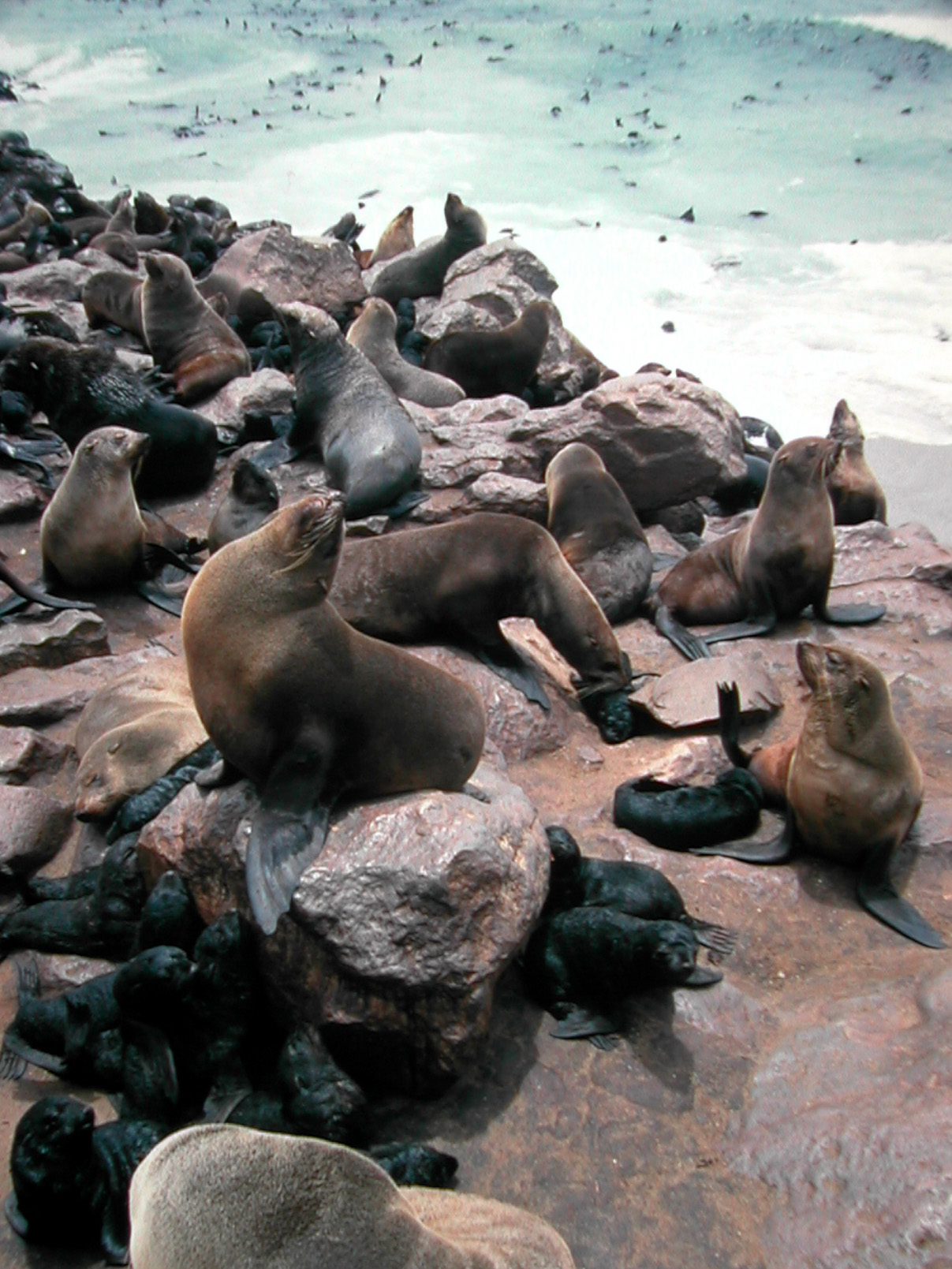

非洲毛皮海狮的主要天敵是大白鲨。

## 人类影响
非洲毛皮海狮是一种友好的动物。在潜水者到达它们附近的水域时，它们会在潜水员边上游几分钟，甚至在60米深的地方。在陆地上，当人们靠近它时，它则没有那么放松，会惊慌。
1798年和1825年之间由于商业原因澳洲的非洲毛皮海狮被大量捕杀。1923年这种情况终止，至今数量没有恢复到原有水平。它们的繁殖区域受法律保护。
南非的非洲毛皮海狮则一直数量众多。1990年南非取缔猎杀该物种。